# Lafeuillade-en-Vézie
Lafeuillade-en-Vézie (bis 1932: Lacapelle-en-Vézie) ist eine französische Gemeinde mit 591 Einwohnern (Stand: 1. Januar 2022) im Département Cantal in der Region Auvergne-Rhône-Alpes; sie gehört zum Arrondissement Aurillac und zum Kanton Arpajon-sur-Cère.

## Geographie
Lafeuillade-en-Vézie liegt etwa 14 Kilometer südlich von Aurillac. Umgeben wird Lafeuillade-en-Vézie von den Nachbargemeinden Prunet im Norden und Nordosten, Ladinhac im Nordosten und Osten, Marcolès im Südwesten und Westen, Lacapelle-del-Fraisse im Süden und Westen sowie Roannes-Saint-Mary im Westen. 

## Bevölkerungsentwicklung
| Jahr                       | 1962 | 1968 | 1975 | 1982 | 1990 | 1999 | 2006 | 2019 |
| Einwohner                  | 470  | 457  | 518  | 484  | 430  | 514  | 557  | 591  |
| Quellen: Cassini und INSEE |      |      |      |      |      |      |      |      |

## Sehenswürdigkeiten
- Kirche Saint-François
- Museum von Le Veinazès